# 城東建設
城東建設株式会社（じょうとうけんせつ）は、石川県金沢市の小立野台地の中心部に所在する地域に密着した総合建設会社。

## 概要
- 本社：石川県金沢市小立野5-2-22
- 松任営業所：石川県白山市村井町581-1
- 免許・認可
  - 建設業許可/石川県知事許可（特定建設業許可）692号
  - 一級建築士事務所登録/石川県知事登録第1379号
  - 宅地建物取引業免許/石川県知事登録第2110号

## 特徴
- 建築一式工事の設計施工請負が主体。
- コーポレート・メッセージ「自然と環境に調和した人にやさしい生活文化環境の創出」
- 代表施工例として、「石川県林業試験場展示館新築工事」にて第2回公共建築賞（行政施設部門）建設大臣表彰、建築業協会賞BCS賞、及び、中部建築賞を受賞。
- 「国重要文化財成巽閣改修工事」をはじめ、金沢城第2期復元整備事業の一環で、2001年に「菱櫓･五十軒長屋」（第10回公共建築賞優秀賞）の復元。

2002年に「石川県庁舎行政棟」（第11回公共建築賞（行政施設部門）国土交通大臣表彰受賞）。

## 歴史
- 創業は1924年（大正13年）。北陸鉄道金沢市内線が通りはじめて間もない頃、創業者が20歳の時に大工として独立し注文住宅の建設を始める。
- 1944年（昭和19年）会社設立。戦後間もなく「城東木材工業株式会社」と改組。
- 1957年（昭和32年）「城東建設株式会社」に社名変更。

## 主な施工実績
| 公共施設 - 石川県庁舎行政棟 公共建築賞（行政施設部門）国土交通大臣表彰受賞 - 金沢市中央消防署味噌蔵出張所 - 金沢地方法務局松任出張所 ビル - JU石川（中古車販売商工組合）会館 - 暁化学工業（株）本社 商業施設 - 大桑楽ちんの湯 - みつばちの詩工房大桑店 - 加賀麸不室屋本店 - 浅野太鼓祭司㈱太鼓の里 - もりの里 森にペリカン 博物館・テーマパーク - 石川県林業試験場 公共建築賞（一般建築部門） 建設業協会賞（BCS賞）受賞 - 徳田秋聲記念館 - 金沢湯涌夢二館 | 歴史的建築物 - 金沢城菱櫓・五十間長屋復元工事 公共建築賞優秀賞受賞 - 金沢城河北門復元工事 - 金沢城橋爪門復元工事 - 成巽閣辰巳長屋（重要文化財） 学校・学習施設 - 石川県立金沢商業高等学校（校舎棟・体育館棟） - 金沢市立小立野小学校（交流棟） 中部建築賞（一般建築部門）受賞 - 石川県立大学環境科学科棟 - 金沢市立杜の里小学校 - 白山市立蕪城小学校 - 戸室リサイクルプラザ - 白山市松任学習センター（石川建築賞） - 石川県立小松産業技術専門校 - 石川県央南部総合養護学校（仮称）肢体不自由棟 医療関係施設 - 医療法人松原愛育会松原病院（とびうめ館） - 医療法人松原愛育会松原病院（本館） - 社会福祉法人松原愛育会認知賞対応型グループホーム - 石川県赤十字血液センター - 国立病院機構石川病院 |